# Interdiscursividad
Dentro de la categoría más general de la intertextualidad de la Narratología, la interdiscursividad es, según Cesare Segre, una relación semiológica entre un texto literario y otras artes (pintura, música, cine, canción etcétera). Es también llamada intermedialidad, según Heinrich F. Plett, y es importante para señalar parte de la tradición cultural que asume un autor cuando escribe. Por ejemplo, el soneto "A Dafne ya los brazos" le crecían de Garcilaso de la Vega evoca numerosas esculturas y pinturas de su época que el escritor pudo ver en su viaje a Nápoles.